# Agapanthia auliensis
Agapanthia auliensis är en skalbaggsart som beskrevs av Maurice Pic 1907. Agapanthia auliensis ingår i släktet Agapanthia och familjen långhorningar.
Artens utbredningsområde är Kazakstan. Inga underarter finns listade i Catalogue of Life.